# Good News (album của Lena Meyer-Landrut)
Good News là album phòng thu thứ hai của nữ ca sĩ - nhạc sĩ người Đức Lena Meyer-Landrut, được phát hành vào ngày 08 tháng 02, 2011 tại Đức bởi hãng đĩa Universal Music, tiếp nối thành công của Lena sau chiến thắng tại Eurovision Song Contest 2010. Album bao gồm các ca khúc được Lena trình bày trong cuộc thi Unser Song für Deutschland, một chương trình truyền hình ăn theo nhằm tuyển chọn ca khúc cô sẽ trình bày tại Eurovision 2011, để bảo vệ ngôi vương của mình. Sau khi phát hành, album nhanh chóng leo lên vị trí cao nhất của BXH album nhạc Đức ngay trong tuần đầu và nhận được chứng nhận Đĩa Bạch Kim nhờ bán được hơn 200.000 bản.

## Thông tin
Album bao gồm các ca khúc được Lena trình bày trong cuộc thi Unser Song für Deutschland, một chương trình truyền hình ăn theo Eurovision Song Contest 2011. Hơn 600 ca khúc đã được gửi dự thi tới Lena và Raab. Một số nhạc sĩ như Daniel Schaub, Pär Lammers và Rosi Golan, những người đã từng cộng tác với Lena trong album đầu tay của cô My Cassette Player cũng gửi bài đến dự thi. Một số nhạc sĩ có tiếng khác cũng tham gia cuộc thi này, như Nicole Morier (từng cộng tác với Britney Spears và Tom Jones), Erroll Rennalls (tác giả ca khúc Sex Bomb của Tom Jones), Aloe Blacc,.... Lena và Raab cũng hợp tác viết hai ca khúc trong album, là "What Happened to Me" và "Mama Told Me". 12 ca khúc đã được tuyển chọn trong con số 600 để đưa vào "Good News". Album bắt đầu được sản xuất vào tháng 12 năm 2010.
Album được phát hành vàp ngày 08 tháng 02, 2011 sau khi toàn bộ các ca khúc đã xuất hiện trong hai đêm bán kết của Unser Song für Deutschland. Bìa album được ghi bởi Sandra Ludewig và tập ảnh được thiết kế bởi Công ty Eat, Sleep + Design.
Trong đêm chung kết, ca khúc "Taken by a Stranger" đã được chọn để song hành với Lena đại diện cho nước Đức tại Eurovision với 79% phiếu bầu. Đây cũng là đĩa đơn đầu tiên của album, được phát hành vào ngày 22 tháng 02, 2011.

## Đón nhận
| Đánh giá chuyên môn | Đánh giá chuyên môn |
| ------------------- | ------------------- |
| Nguồn đánh giá      |                     |
| Nguồn               | Đánh giá            |
| Laut                | [ 4 ]               |
| CDStarts            | [ 5 ]               |
| LetMeEntertainYou   | [ 6 ]               |
| Pooltrax            | (Positive)          |

Good News nhảy vọt lên vị trí thứ của BXH album nhạc Đức ngay trong tuần đầu phát hành. Cũng trong tuần đầu, album đứng đầu BXH download. Sang tuần thứ hai, album trở lại của Roxette, Charm School đã đánh rớt "Good News" xuống vị trí thứ hai. Sau hai tuần phát hành, album bán được hơn 100.000 bản và nhận được chứng nhận Đĩa Vàng. Album dành lại vị trí thứ nhất của mình trong tuần thứ ba phát hành tại Đức. Tại Áo, "Good News" vọt vào Top 8 trong tuần đầu. Vị trí cao nhất mà album giành được tại quốc gia này là No.7. Tại Thuỵ Sĩ, album khởi đầu tại vị trí thứ 27 và leo lên Top 15 vào tuần tiếp theo.
Sau khi chiến thắng cuộc thi tuyển chọn vào ngày 18 tháng 02, ca khúc "Taken by a Stranger" khởi đầu tại vị trí Á quân trong BXH đĩa đơn của Đức. Tại Áo và Thuỵ Sĩ, đĩa đơn cũng lần lượt chiếm các vị trí 32 và 45 trong tuần đầu. Bốn ca khúc khác trong album cũng xuất hiện tại BHX sau khi được trình bày tại Unser Song für Deutschland nhưng chỉ có bản trực tuyến. Ca khúc về nhì tại cuộc thi, "Push Forward", đứng thứ 15; "Maybe" thứ 53; "A Million and One" thứ 55; và "Mama Told Me" thứ 58.

## Phiên bản Platinum
Phiên bản Platinum của album được phát hành vào ngày 16 tháng 9 năm 2011, bao gồm 2 track mới là "What a Man", bản cover lại ca khúc cùng tên của Salt-n-Pepa được phát hành trước đó cũng trong tháng 9, và "Who'd Want to Find Love". Ngoài ra, phiên bản này còn có thêm năm bản live thu từ tour lưu diễn "Good News Tour" của cô, là "Satellite", "Taken by a Stranger", "Good News", "New Shoes" và "I Like to Bang My Head".

## Tracklist
| [ 11 ] | [ 11 ]                | [ 11 ]                                                 | [ 11 ]                       | [ 11 ]     |
| STT    | Nhan đề               | Sáng tác                                               | Sản xuất                     | Thời lượng |
| ------ | --------------------- | ------------------------------------------------------ | ---------------------------- | ---------- |
| 1.     | "Good News"           | Audra Mae, Ferras Alqaisi                              | Stefan Raab, Reinhard Schaub | 3:05       |
| 2.     | "What Happened to Me" | Lena Meyer-Landrut, Raab                               | Raab                         | 3:37       |
| 3.     | "A Million and One"   | Erroll Rennalls, Stavros Ioannou                       | Raab, Schaub                 | 3:11       |
| 4.     | "Maybe"               | Daniel Schaub, Pär Lammers                             | Raab, Schaub                 | 3:06       |
| 5.     | "I Like You"          | Rosi Golan, Johnny McDaid                              | Raab                         | 2:51       |
| 6.     | "Mama Told Me"        | Meyer-Landrut, Raab                                    | Raab                         | 2:51       |
| 7.     | "Push Forward"        | Daniel Schaub, Pär Lammers                             | Raab, Schaub                 | 3:37       |
| 8.     | "A Good Day"          | Mae, Todd Wright, Scott Simons                         | Raab, Schaub                 | 3:19       |
| 9.     | "Taken by a Stranger" | Gus Seyffert, Nicole Morier, Monica Birkenes           | Raab, Schaub                 | 3:24       |
| 10.    | "Teenage Girls"       | Viktoria Hansen, Lili Tarkow-Reinisch, Yacine Azeggagh | Raab                         | 3:13       |
| 11.    | "That Again"          | Raab                                                   | Raab                         | 3:03       |
| 12.    | "At All"              | Aloe Blacc                                             | Raab                         | 3:21       |

| Bonus tracks trong phiên bản Platinum | Bonus tracks trong phiên bản Platinum | Bonus tracks trong phiên bản Platinum    | Bonus tracks trong phiên bản Platinum |
| STT                                   | Nhan đề                               | Sáng tác                                 | Thời lượng                            |
| ------------------------------------- | ------------------------------------- | ---------------------------------------- | ------------------------------------- |
| 13.                                   | "What a Man"                          | Dave Crawford                            | 2:54                                  |
| 14.                                   | "Who'd Want to Find Love"             | Ellie Goulding, Jonny Lattimer           | 2:57                                  |
| 15.                                   | "I Like to Bang My Head" (Live)       | Lena Meyer-Landrut, Raab                 | 4:29                                  |
| 16.                                   | "Good News" (Live)                    | Mae, Alqaisi                             | 3:24                                  |
| 17.                                   | "Taken by a Stranger" (Live)          | Seyffert, Morier, Birkenes               | 3:37                                  |
| 18.                                   | "Satellite" (Bản live)                | Julie Frost, John Gordon                 | 4:08                                  |
| 19.                                   | "New Shoes" (Bản live)                | Matty Benbrook, Jim Duguid, Paolo Nutini | 6:08                                  |

## Bảng xếp hạng và chứng nhận
| Bảng xếp hạng (2011)   | Vị trí cao nhất |
| ---------------------- | --------------- |
| Austrian Albums Chart  | 7               |
| German Albums Chart    | 1               |
| German Downloads Chart | 1               |
| Swiss Albums Chart     | 15              |

| Bảng xếp hạng (2011) | Vị trí |
| -------------------- | ------ |
| German Albums Chart  | 20     |

| Quốc gia | Chứng nhận | Doanh số |
| -------- | ---------- | -------- |
| Đức      | Platinum   | 200,000+ |

## Phát hành
| Quốc gia | Ngày phát hành      | Định dạng                         | Hãng đĩa        |
| -------- | ------------------- | --------------------------------- | --------------- |
| Đức      | 08 tháng 02, 2011   | CD, tải trực tuyến                | Universal Music |
| Áo       | 08 tháng 02, 2011   | CD, tải trực tuyến                | Universal Music |
| Thuỵ Sĩ  | 11 tháng 02, 2011   | CD, tải trực tuyến                | Universal Music |
| Anh Quốc | 28 tháng 02, 2011   | Tải trực tuyến                    | Island Records  |
| Châu Âu  | 15 tháng 5 năm 2011 | Tải trực tuyến                    | Universal Music |
| Úc       | 15 tháng 5 năm 2011 | Tải trực tuyến                    | Universal Music |
| Đức      | 16 tháng 9 năm 2011 | CD, tải trực tuyến (Bản Platinum) | Universal Music |